# Groot
Groot é um personagem fictício que aparece nas histórias em quadrinhos publicadas pela Marvel Comics. Sua primeira versão foi criada por Stan Lee, Jack Kirby e Dick Ayers, aparecendo pela primeira vez em "Tales to Astonish" #13 (Novembro de 1960). Nessa versão Groot era uma criatura com a aparência de uma árvore Humanoide, que buscava seres alienígenas para usá-las em experimentos científicos.
O personagem foi reformulado em 2006 por Keith Giffen e Timothy Green II para ser um nobre herói, aparecendo pela primeira vez no enredo Annihilation: Conquest (Setembro de 2007). Groot passou a estrelar sua série spin-off, Guardiões da Galáxia, juntando-se à equipe de mesmo nome. Groot foi destaque em uma variedade de produtos relacionados da Marvel, incluindo séries animadas de televisão, brinquedos e cards.
Vin Diesel fez a voz de Groot no filme 2014 Guardiões da Galáxia, sua sequência Guardiões da Galáxia Vol. 2 de 2017 e reprisou o papel no filme Avengers: Infinity War (2018), e em Avengers: Endgame (2019), enquanto Krystian Godlewski incorporou o personagem através da captura de movimento no primeiro filme. Desde sua estréia no cinema e estréia na série animada, Groot se tornou um ícone da cultura pop e sua frase "Eu sou o Groot" se tornou um meme da Internet.

## Publicação
Groot apareceu pela primeira vez na revista Tales to Astonish #13 (novembro de 1960), sendo criado por Stan Lee, Jack Kirby e Dick Ayers. Groot aparece novamente em The Incredible Hulk Annual #5 (outubro de 1976), ao lado de outros cinco monstros dos quadrinhos de horror da Marvel, no final dos anos 50 e início dos anos 60. Em The Sensational Spider-Man #1 (julho de 1997), Groot aparece em um pesadelo do jovem Peter Parker.
Groot reaparece em 2006 nos 6 episódios da série limitada Nick Fury: Howling Commandos, e nas séries Annihilation: Conquest e Annihilation: Conquest - Star-Lord. Groot passou a integrar os Guardiões da Galáxia na série de mesmo nome, e permaneceu como um personagem do título até seu cancelamento na edição #25 em 2010.
O Groot que aparece pela primeira vez em Tales to Astonish e aquele que foi introduzido em Annihilation: Conquest - StarLord foram estabelecidos retroativamente como sendo membros separados da mesma espécie na 6° e última edição da série spin-off de Groot, lançada em junho de 2015.

## Biografia ficcional do personagem
Groot era um Colossus Floral do Planeta X, a capital dos mundos das plantas. O rebento que viria a ser conhecido como "Groot" veio de um "Enobled Sap-Line" e dotado de engenharia superposicional quasi-dimensional...pelo menos, de acordo com Maximus, o Louco.
Groot não se dava bem com seus companheiros, preferindo a companhia dos "Mamíferos de Manutenção", que as outras mudas tratavam com preconceito. Depois que Groot mata um outro rebento para defender um mamífero de manutenção que estava sendo machucado, bem como liberar um sujeito humano que foi sequestrado para fins científicos, ele é exilado do planeta pelos "Mestres Arbóreos". Sem ter pra onde ir, Groot começa a explorar outras galáxias.

### Guardiões da Galáxia
Em sua idade adulta, Groot encontrava-se no Planeta Hala, capital dos Kree, onde é prontamente capturado e aprisionado. Enquanto na prisão, ele começa uma amizade com Rocket Raccoon e é designado para uma equipe de operações secretas liderada pelo Senhor das Estrelas, cujo objetivo era atacar Hala e derrotar Phalanx. Em meio a batalha, seu corpo é destruído, mas um pequeno galho dele fica preservado, Groot agora pequeno, passa a viajar sob os cuidados de Rocket, assim, ele consegue voltar a crescer com o tempo.

### Mojo TV
Groot e Rocket estão em uma barra de espaçador sujo, de baixo para baixo, quando são abordados por um grupo da raça Badoon que tentam prendê-los por cometer "Crimes contra a Irmandade Real". Segue-se um tiroteio rápido e Rocket cria uma rota de fuga através de buracos de tiro nos barris de cerveja fazendo os Badoon escorregarem. A dupla faz uma saída apressada e quando já afastados eles se encontram perseguidos pelos Badoon novamente. Rocket pede para que Groot tome uma atitude enquanto ele tenta aumentar o stardrive para permitir que eles escapem. Ele encontra o compartimento stardrive vazio. Mojo pede que corte a cena e diz: - até o próximo episódio.
Eles então se encontram olhando para um compartimento vazio onde um stardrive deveria estar e questionando o porque deles estarem ouvindo vozes como se de repente suas vidas tivessem um narrador ou algo assim. Sua nave explode e eles aparecem no espaço desnorteados com o que aconteceu e como foram parar lá. Eles atacam os Badoon forçando um dos pilotos a ejetar, ele começa a despencar para um planeta de gelo abaixo. Mojo pede que a cena corte e acerte o Bio-Estase em suas estrelas. Ele passa a planejar a próxima cena esperando fazer um enorme dinheiro no show. No fundo, o dispositivo de processamento de remessa Timely Inc. de Rocket analisa a situação e informa a dupla que eles estão envolvidos em uma construção dramática artificial. Eles explodem através de uma parede percebendo que estão no "Flarkin TV Studio" e são confrontados por um holograma de Mojo que abre fogo com armas reais. Groot e Rocket são transportados para o Mojoverso pelo produtor de TV inter-dimensional conhecido como Mojo. Ele havia decidido usar a dupla em seu mais recente reality show de televisão. Ele recruta vários criminosos que os heróis enfrentaram no passado. Ele coloca a dupla em cenários, onde eles teriam que batalhar novamente, no entanto, se uma forma de vida inocente for pega no fogo cruzado, eles seriam mortos no processo. Como a dupla muda de um cenário para outro, Mojo começa a anunciar figuras de ação como um pacote de coleção que permite aos compradores pagar por 7 e levar mais 5 de graça. A demanda é tão alta que Mojo faz fortuna, até o Timely Inc. (o dispositivo de processamento e análise) decidir assumir o controle da situação e manter uma arma Meson Beam B-00-M no rosto de Mojo. Ele permite que o sistema de realidade pare o suficiente de tempo para que Groot e Rocket escapem. Eles confrontam e destroem Mojo que é revelado ser um robô controlado pelo Major Domo.

### Retorno
Groot, juntamente com o resto de sua equipe, ajuda os Vingadores a lutar contra um Thanos ressuscitado. Thanos consegue obter um Cubo Cósmico do Exército dos Estados Unidos, com o qual ele escapa para Moord, a nação dos Badoon. Os Guardiões chegam à Torre dos Vingadores e informam a eles sobre a situação. Eles se juntam aos Guardiões para enfrentar Thanos e os Badoon.
Depois que Thanos aparentemente mata os Anciões do Universo, para impor sua supremacia, ele se torna um único ser com o Cubo Cósmico que acaba matando os Vingadores, bem como os Guardiões. Mas, na verdade, eles são enviados para o Cancerverso pelos Anciãos, lá, Tony Stark descobre que a arma de Thanos não era realmente um Cubo Cósmico e que ela tinha defeitos. Eles negociam com o Colecionador, em troca de uma arma capaz de desativar o "Cubo" e retornar à Terra, assim, os Vingadores e os Guardiões deixariam Thanos ser punido pelos Anciãos. Com a ajuda de outros membros dos Vingadores, Thanos é derrotado e enviado aos Anciãos.

### Vortex Negro
Logo depois de se juntar aos Guardiões em nome dos Vingadores como agente de ligação, o Agente Venom começa a perder o controle de seu simbionte. Depois que o simbionte é tirado dele pelos Guardiões por precaução, o simbiote escapa do confinamento e se liga a Groot.
Após a rejeição dos poderes cósmicos imbuídos pelo Vortex Negro, sua aparência é ligeiramente alterada. Seu corpo principal ainda era composto de madeira, mas agora possuia "cabelo" e "músculos" compostos de uma substância negra.

## Poderes e habilidades
Groot é uma árvore alienígena poderosa, ele possui várias habilidades físicas semelhantes a uma árvore normal e grande, e entre elas uma força maior que o normal, capaz de vencer lutando mão-a-mão e derrubar e quebrar qualquer objeto. Groot também pode se regenerar e reconstruir membros feridos. E além disso Groot também  pode fazer crescer seus membros em formas de cipós e pode liberar esporos de luz.
Habilidades: Força, Cipós Groot Crescentes, Madeira Dura Perversa,  Esporos de luz, Regeneração.

## Em outras mídias

### Televisão
- Groot (junto com os outros Guardiões da Galáxia) aparece no episódio "Michael Korvac" da série animadaThe Avengers: Earth's Mightiest Heroes.
- Groot aparece no episódio "Guardiões da Galáxia", da série animada Ultimate Spider-Man. Groot é visto pela primeira vez em forma de bastão e não parava de dizer "Eu sou Groot." Quando o Homem-Aranha lança Groot, ele cresce para o tamanho máximo e derrota Korvac e alguns dos soldados Chitauri. No final do episódio, duas íris abrem brevemente como Groot cita "Eu sou Groot" e Homem-Aranha cita "Ele é Groot".
- Groot é um dos personagens principais da série animada lançada em 2015, Guardiões da Galáxia.
- Groot aparece na série de curtas "Rocket and Groot", com a voz de Kevin Michael Richardson.

### Filmes

#### Universo Cinematográfico Marvel
Groot é interpretado pelo ator Vin Diesel nos filmes do Universo Cinematográfico da Marvel.
- Groot faz sua primeira aparição no filme  Guardiões da Galáxia (2014). Embora, inicialmente, simplesmente fosse como um músculo contratado por Rocket Raccoon, ele mostra um lado mais suave ao longo do filme, cultivando uma flor para dar uma garotinha e salvando a vida de Drax o Destruidor, mesmo depois que as ações de Drax trouxeram as forças de Ronan, O Acusador. Ele concorda com o plano de Peter Quill para enfrentar Ronan, e mais tarde, aparentemente se sacrifica para salvar o resto da equipe envolvendo-os em uma bola de madeira crescida a partir de si mesmo quando a nave de Ronan falha. Na conclusão do filme, Rocket recuperou um galho de Groot, que é mostrado como sendo regredindo em um Groot em miniatura, esta é realmente a prole de Groot. Ao se sacrificar, ele realmente fala outra frase, "Nós somos Groot", o que implica um vínculo formado entre os heróis.
- Em Guardiões da Galáxia Vol. 2 (2014), é apenas um bebê que se envolve numa perigosa jornada juntos aos outros Guardiões pela galáxia.

Vin Diesel novamente fez as vozes e capturas de movimento de Groot em Guardiões da Galáxia Vol. 2, lançado em maio de 2017. Diesel, em um talk show afirmou ter dublado o personagem em 16 línguas diferentes (incluindo inglês, português, espanhol, francês e russo), sendo que no primeiro filmes ele havia o gravado em apenas 5 línguas.  Groot (agora Baby Groot) ainda em fase de crescimento, Groot continua a viajar com os Guardiões da Galáxia, mas realmente age como uma criança, como dançar enquanto o resto da equipe está tentando derrotar um monstro. Ele é capturado brevemente pelos Ravagers, juntamente com Rocket e Yondu, enquanto Quill, Drax e Gamora estão visitando o pai de Quill, Ego, mas quando os Ravagers decidem zombar ee fazer dele seu mascote, Groot é capaz de ajudar Rocket e Yondu a escapar da prisão e ir ajudar os outros Guardiões no confronto com o Ego. Na batalha final, Groot é encarregado de plantar uma bomba no núcleo de Ego por ser a única pessoa pequena o suficiente para entrar nas rachaduras do planeta, embora ele inicialmente não conseguisse lembrar qual botão da bomba começaria o temporizador e que iria desencadear uma explosão imediatamente. Em uma seqüência de créditos médios, Groot cresceu para um estágio de adolescente rebelde.
- Diesel retorna como o personagem em Vingadores: Guerra Infinita (2018),[6] com Groot em sua forma adolescente dos Guardiões da Galáxia Vol. 2. No filme, Groot acompanha Rocket e Thor para Nidavellir, onde Thor pede ao rei anão Eitri para forjar uma arma. Ele ajuda Eitri a moldar a arma e forma um de seus braços, que forma a alça da nova arma de Thor, o Stormbreaker. Mais tarde, ele se junta ao resto dos Vingadores e Rocket na batalha de Wakanda. Groot é uma das vítimas de Thanos depois que ele pega todas as Joias do Infinito e apaga metade de toda a vida no universo.
- Diesel reprisou o papel no filme de 2019 Vingadores: Ultimato , onde Groot é revivido quando Bruce Banner utiliza a manopla do infinito para reverter o estalo feito por Thanos.

### Videogames
- Groot aparece como uma habilidade de invocação para Rocket Raccoon chamada "My Friend Groot", em Marvel Heroes.
- Groot também aparece no jogo Lego Marvel Super Heroes.
- Groot aparece como um personagem comprável por 90 PCs, no Marvel Avengers Alliance.
- Groot aparece como um personagem jogável em Disney Infinity 2.0.
- Groot aparece como um personagem jogável em Marvel: Torneio de Campeões.
- Groot aparece como um personagem jogável em Fortnite: Battle Royale.
- Groot é um dos personagens do jogo Guardians of the Galaxy.

### Brinquedos
- A figura de ação Groot está disponível como parte da linha de brinquedos dos Guardiões da Galáxia desde 2011 como parte do pacote do Universo Marvel.